# Micropoecilia
Micropoecilia là một chi cá trong họ Cá khổng tước. Chúng là loài bản địa của vùng Amazon và nhiều loài được sử dụng làm cá cảnh.

## Các loài
Hiện hành có bốn loài được ghi nhận trong chi này
- Micropoecilia bifurca (C. H. Eigenmann, 1909)
- Micropoecilia branneri (C. H. Eigenmann, 1894) (Branner's livebearer)
- Micropoecilia minima (W. J. E. M. Costa & Sarraf, 1997)
- Micropoecilia picta (Regan, 1913) (cá bảy màu đầm lầy hay còn gọi là cá mây chiều)